# Thiết bị điện tử
Thiết bị điện tử là các công cụ điện tử được tạo từ các vật Dẫn điện và Bán dẫn điện bao gồm:

## Thiết bị điện tử tạo từ vật Dẫn điện
1. Điện trở: Thiết bị điện có khả năng làm giảm dòng điện.
2. Tụ điện: Thiết bị điện có khả năng lưu trữ điện dưới dạng điện trường.
3. Cuộn cảm (Cuộn từ): Thiết bị điện có khả năng lưu trữ điện dưới dạng từ trường.
4. Công tắc: Thiết bị điện có khả năng đóng mở mạch điện
5. Cầu chì: Thiết bị điện có khả năng hở (ngắt) mạch điện khi dòng điện đi qua cầu chì vượt quá mức dẫn điện danh định của cầu chì.
6. Biến điện: Thiết bị điện có khả năng tăng, giảm, dẫn điện.

## Thiết bị điện tử tạo từ vật Bán dẫn điện
1. Điốt
2. Transistor
3. FET, JFET, MOSFET
4. IC